# Шицзячжуанський метрополітен
Шицзячжуанський метрополітен (кит.: 石家庄地铁) — система ліній метрополітену в місті Шицзячжуан, Хебей, КНР.

## Історія
Будівництво почалося 28 вересня 2012 року. Початкова ділянка відкрита у червні 2017 року складалася з двох ліній, 26 станцій та близько 30 км.

### Подальший розвиток
- 26 червня 2019 — відкрилося розширення Лінії 1 на 6 станцій та 10,4 км, ділянка «Xiaohedadao»-«Fuze».
- 20 січня 2020 — відкрилося розширення Лінії 3 на 4 станції та 5,4 км, ділянка «Xisanzhuang»-«Shierzhong».
- 26 серпня 2020 — відкрита початкова ділянка Лінії 2 з 15 станцій та 15,5 км, ділянка «Liuxinzhuang»-«Jiahualu»[4].

## Лінії
Всі станції в місті підземні, побудовані зі платформними розсувними дверима. Метрополітен працює з 6:30 до 22:00.
| №       | Дата відкриття | Останнє продовження | Кількість станцій | Кінцеві станції                  | Довжина в км |
| ------- | -------------- | ------------------- | ----------------- | -------------------------------- | ------------ |
| Лінія 1 | 26 червня 2017 | 26 червня 2019      | 26                | «Xiwang»-«Fuze»                  | 34,3         |
| Лінія 2 | 26 серпня 2020 | —                   | 15                | «Liuxinzhuang»-«Jiahualu»        | 15,5         |
| Лінія 3 | 26 червня 2017 | 20 січня 2020       | 10                | «Shijiazhuangzhan»-«Xisanzhuang» | 11,8         |

## Розвиток
Станом на кінець 2020 року в місті будується розширення Лінії 1 на 2 станції та Лінії 3 на 12 станцій. Нові ділянки повинні відкритися до кінця 2021 року. У подальшій перспективі заплановано будівництво ще декількох нових ліній:
- Лінія 4 проєктується 21 станцій та 24,4 км.
- Лінія 5 проєктується 18 станція та 19,7 км.
- Лінія 6 проєктується 11 станцій та 15,7 км.

## Галерея

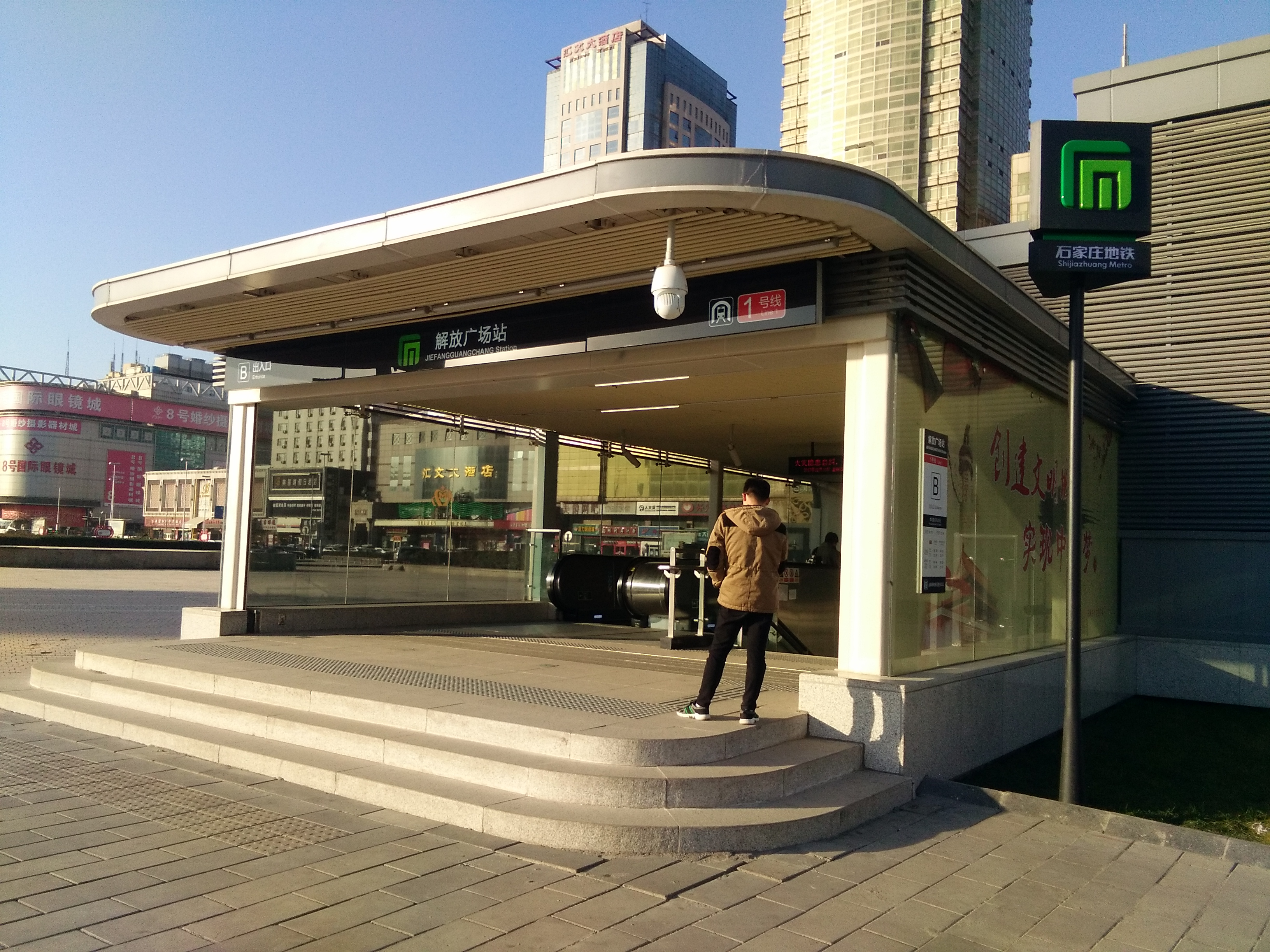
Вихід зі станції «Liberation Square»
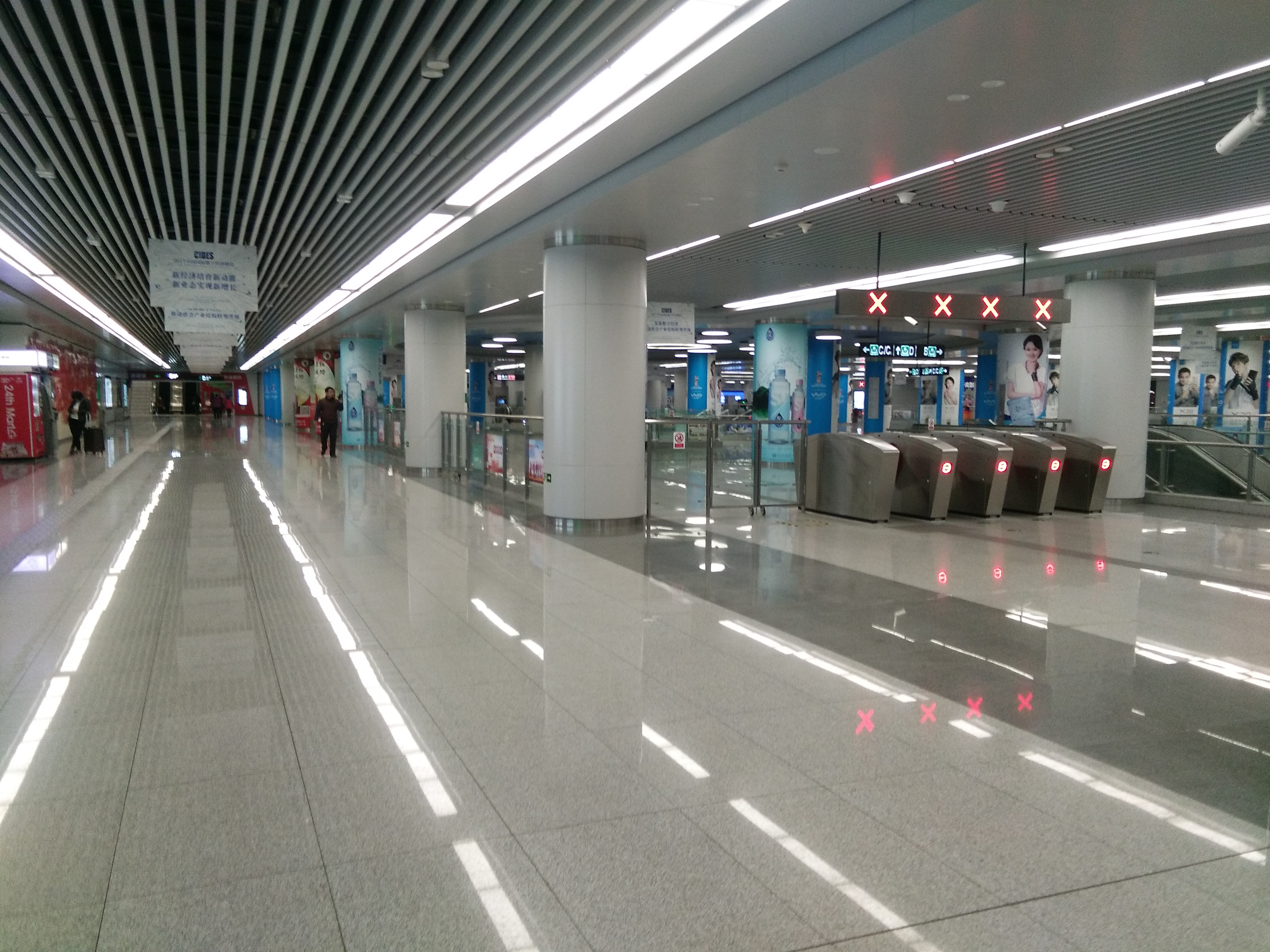
Вестибюль однієї зі станцій
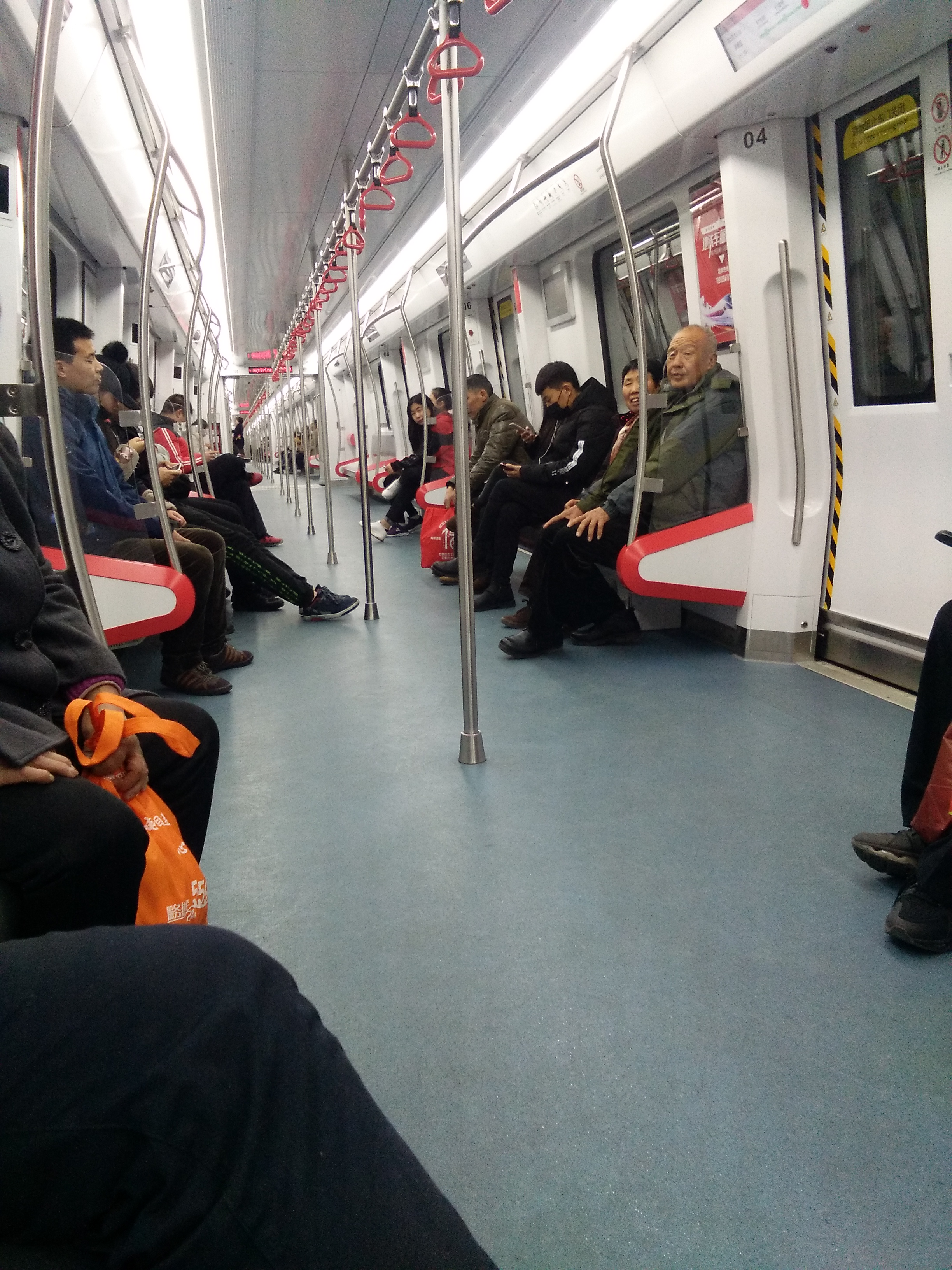
Лінія 1, в середині вагона